# Palaeacanthocephala
Palaeacanthocephala (лат.) — класс скребней.

## Описание
Тело имеет веретеновидную форму с псевдосегментацией у некоторых представителей. Хоботок с многочисленными крючьями, в большинстве случаев длинный, цилиндрический или овальный. Протонефридии отсутствуют.
Хозяевами взрослых особей являются, прежде всего, рыбы, а также земноводные, водные птицы и ластоногие. В качестве промежуточных хозяев животные используют прежде всего мелких ракообразных, таких как бокоплавы и водяные ослики.
Ядра гиподермы (наружный слой кожи) носят фрагментарный характер и самцы имеют семь цементных желез, в отличие от своих родственников Archiacanthocephala, которые всегда имеют восемь. Протонефридии отсутствуют.

## Классификация
Класс содержит два отряда и несколько семейств:
- Отряд Echinorhynchida
  - Семейство Arhythmacanthidae
  - Семейство Cavisomidae
  - Семейство Diplosentidae
  - Семейство Echinorhynchidae
  - Семейство Fessisentidae
  - Семейство Heteracanthocephalidae
  - Семейство Hypoechinorhynchidae
  - Семейство Illiosentidae
  - Семейство Polyacanthorhynchidae
  - Семейство Pomphorhynchidae
  - Семейство Rhadinorhynchidae
- Отряд Polymorphida
  - Семейство Centrorhynchidae
  - Семейство Plagiorhynchidae
  - Семейство Polymorphidae